# Trochamus bulbosa
Trochamus bulbosa is een rondwormensoort uit de familie van de Chromadoridae. De wetenschappelijke naam van de soort is voor het eerst geldig gepubliceerd in 1998 door Muthumbi & Vincx.